# Костел Святого Івана Хрестителя та монастир капуцинів (Старокостянтинів)
Костел Святого Івана Хрестителя і монастир ордену отців Капуцинів — архітектурний ансамбль доби пізнього бароко в місті Старокостянтинові на Хмельничині. Зведений за проектом архітектора Паоло Фонтана.

## Історія та опис
Костел і монастир для оо. Капуцинів на передмісті Старого Костянтинова фундований 1750 року князем Янушем Санґушком. За автора проекту вважається видатний зодчий доби пізнього бароко Паоло Фонтана. Це не єдина робота архітектора для ордену. В 1738–1742 роках Паоло Фонтана збудував костел і монастир оо. Капуцинів в Любартові; в 1751–1759 роках костел і монастир оо. Капуцинів в Устилугу. Зразком для усіх цих будівель слугував матерний храм ордену Санта-Марія-делла-Кончеціоне в Римі.
Будівництво старокостянтинівської святині розпочалося в 1754 році. Храм освячено в 1778 році луцьким єпископом Франциском Коморніцьким.
Стала це будівля з двопрогонною навою схопленою низькими каплицями та вищим пресвітерієм (презбітерієм) з анексами по боках. Стіни отримали характерне опрацювання за допомогою скромних тосканських пілястр, що підтримують багато профільований, ламаний карниз, який переривається на стіні, що замикає пресвітерій. Прості капітелі оживляє плаский фартух під ехінусом. Нава перекрита традиційним хрестовим склепінням. Освітлюється влаштованими в люнетах вікнами у вигляді прямокутника, що замикається лучкуватим відрізком. Розташовані в затінку каплиці перекриті склепіннями хрестовими і з'єднані між собою важкими, тунельними проходами. Від входу до нави прилягає вузький прогін з приземистим притвором та музичним хором на партері, фланкований невеликими простінками, що поєднуються з каплицями.
Храмовий фасад досконало відображає духовий аскетизм і передбачену статутами ордену простоту рішень. З-посеред капуцинських фасадів Фонтани старокостянтинівський отримав найпростіше вирішення. Фасад костелу умовно можна поділити на тривісевий долішній ярус і одновісевий горішній, взятий в спливи і увінчений трикутним фронтоном. Горішній ярус ніби розриває своєю площиною карниз, що обперізує храм на рівні каплиць. Посередині знаходиться прямокутне вікно. Крім того горішній ярус підкреслювали наріжні пілястри, нині відсутні.
Святиню перекрито двоспадовим бляшаним дахом з сиґнатуркою над другим прогоном.
Перед фасадом зноситься притвор артикульований парами тосканських пілястр і увінчений трикутним фронтоном.
З півдня до костелу добудовано двоповерхові споруди монастиря, що вкладаються в проєкції в прямокутний клуатр.
Протягом 1830–1870 при монастирі діяв притулок для знедолених дітей.
В 1858 році ченці-капуцини заснували лікарню при монастирі оо. Домініканів в Старокостянтинові. Під ту пору клир монастиря налічував 20 монахів.
В 1887 році російськими властями монастир скасовано. Братія перейшла на нелегальне становище і залишалася в місті до початку 20 століття. Костел набув статусу парафіяльного. В 1906–1908 роках парохом служив о. Ф. Мілецький, в 1913–1920 о. Ю. Карпінський, згодом заарештований і засланий на Соловки. Костел зачинений комуністами в 1935 році. Богослужіння поновлені в 1942–1947 роках. Згодом пристосований під Будинок культури. Повернений вірянам і новопосвячений єпископом Яном Ольшанським 24 грудня 1989 року. Першим настоятелем відновленого монастиря був о. Станіслав Широкорадюк, нині — о. Станіслав Падевський.

## Галерея

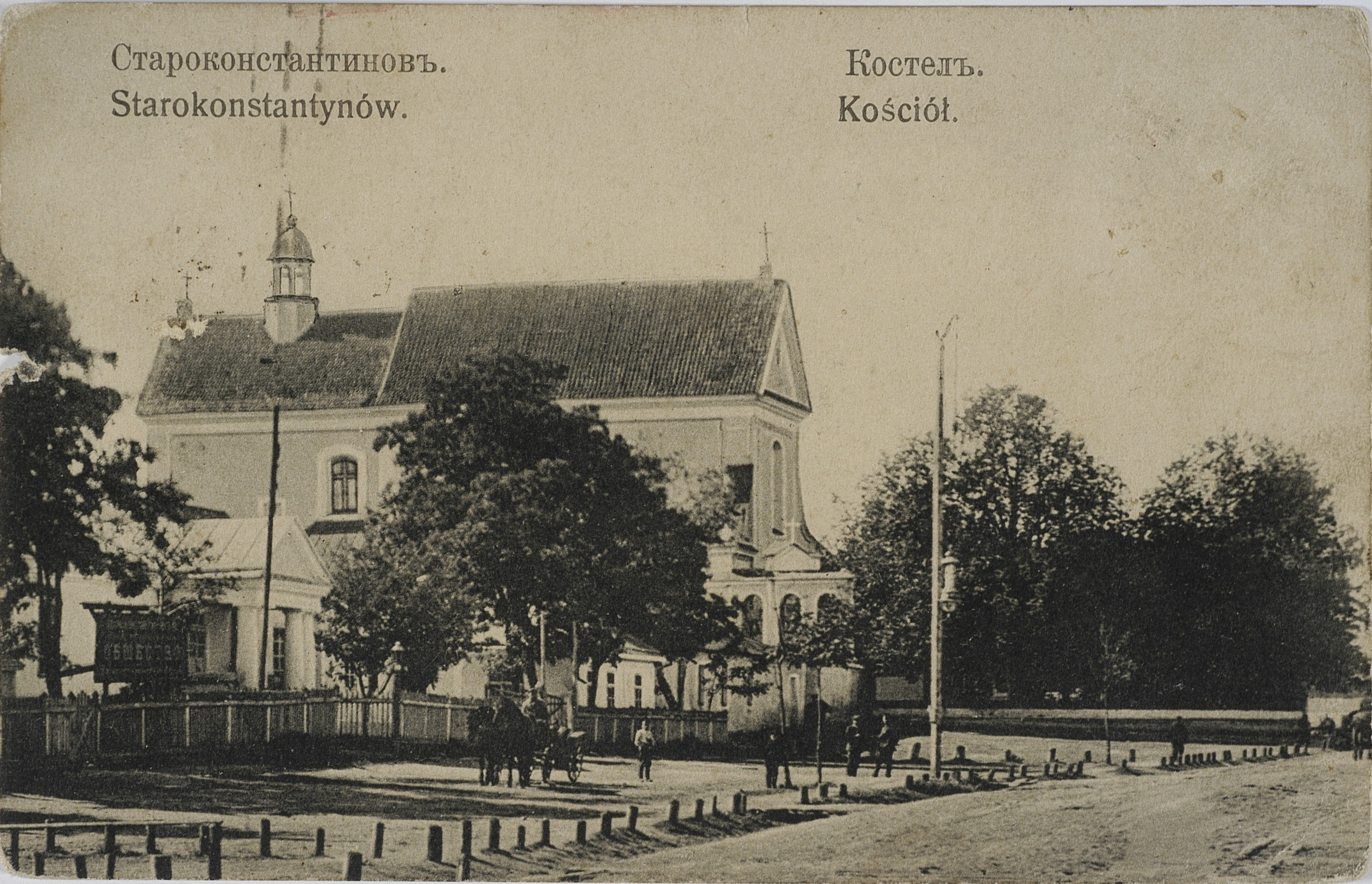
Костел Святого Івана Хрестителя. Поштівка початку XX століття
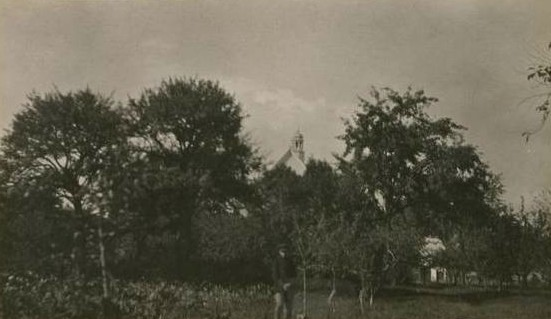
Монастирський садок
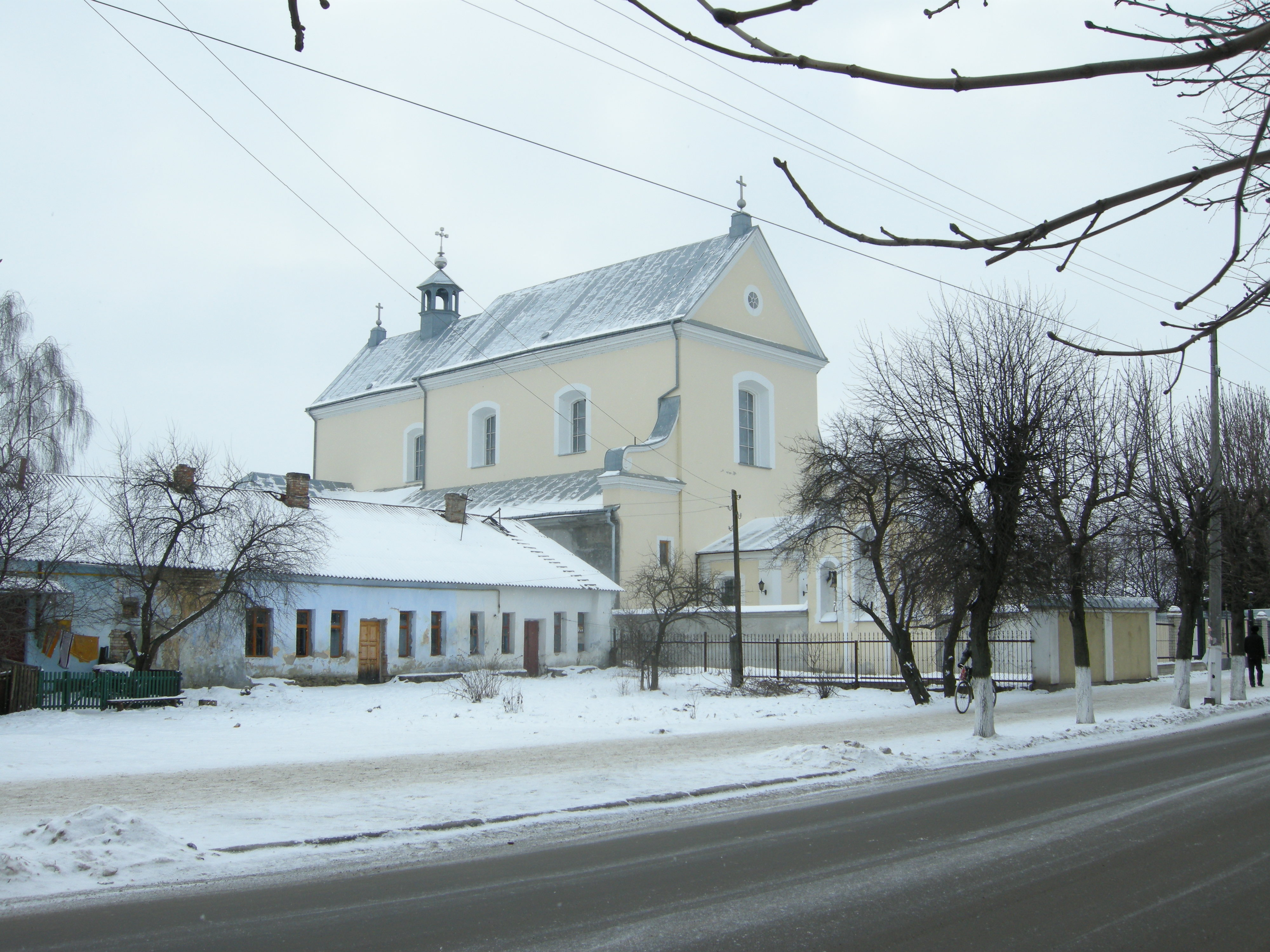
Загальний вигляд
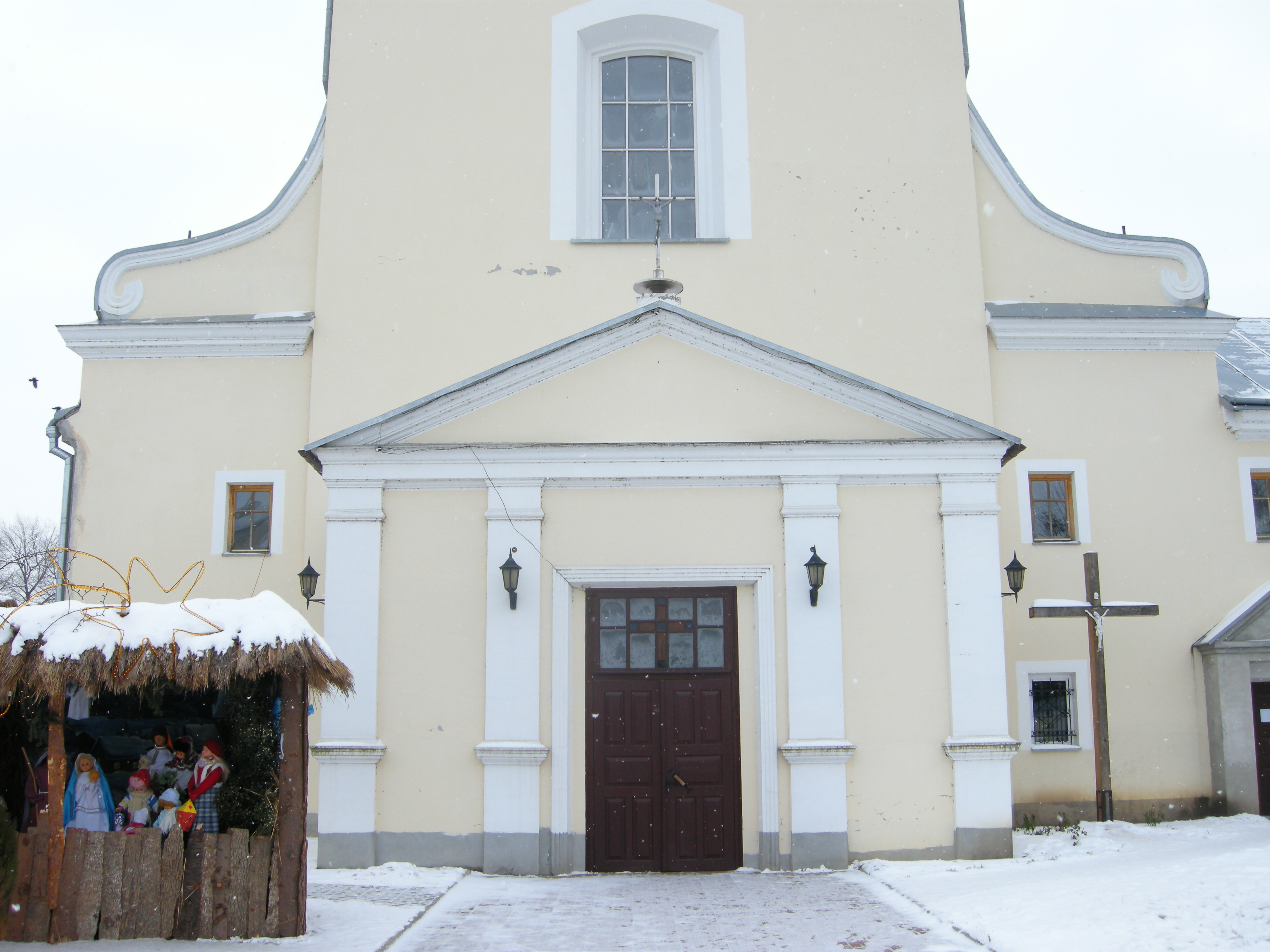
Притвор
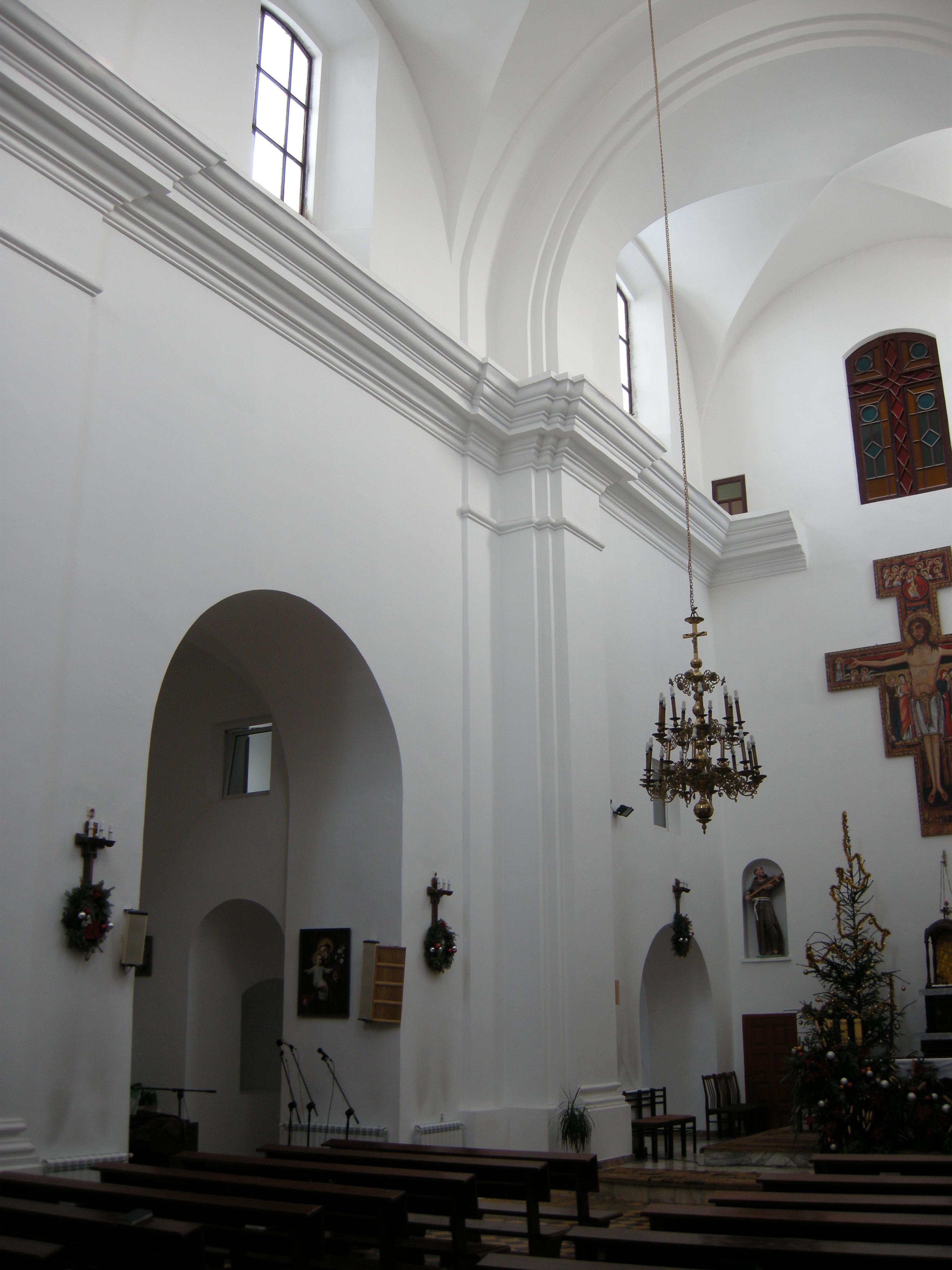
Інтер'єр в напрямку пресвітерію
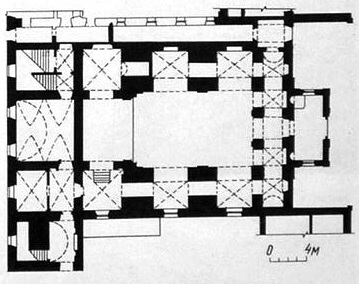
План костелу